# Konsistoriellt pastorat
Ett konsistoriellt pastorat var fram till 1910 pastorat i Sverige, där kyrkoherden  till skillnad från i regala eller patronella pastorat tillsattes genom prästval. Sådana pastorat fanns även i Finland av historiska skäl.
Uttrycket konsistoriell härrör från ordet konsistorium, en annan benämning för domkapitel, som utsåg prästkandidater till konsistoriella pastorat.

## Sverige
När en kyrkoherdetjänst blev ledig i ett konsistoriellt pastorat i Sverige utsåg vederbörande stifts domkapitel, samt i vederbörande fall Stockholms konsistorium, tre prästvigda kandidater (med prästutbildning), som fick provpredika i någon av pastoratets kyrkor. Därefter blev det prästval inom pastoratets  församlingar (som var en eller flera).
Domkapitlet eller konsistorium utfärdade fullmakt för den av de tre som fått de flesta rösterna och som då alltså fick tjänsten. Både konsistoriella och regala församlingar hade rätt att kalla en fjärde provpredikant, om de ville det, enligt en lag om "tillsättning af prester" av den 26 oktober 1883.
I § 30 i 1809 års regeringsform blev denna valrätts bibehållande i de konsistoriella pastoraten ("konsistoriella gäll") grundlagsfäst.